# Saint-Martin-des-Champs (Les Champs-de-Losque)
Pour les articles homonymes, voir Saint-Martin-des-Champs et Saint-Martin.
Saint-Martin-des-Champs ou Saint-Martin-de-Tribehou est une ancienne commune de la Manche.

## Histoire
La commune fait partie du canton de Périers jusqu'en 1801 avant d'intégrer celui de Saint-Jean-de-Daye.
Elle fusionne en 1831 avec Saint-Aubin-de-Losque pour former une nouvelle commune : Les Champs-de-Losque.
À ne pas confondre avec Saint-Martin-des-Champs, commune du canton d'Avranches devenue commune déléguée d'Avranches en 2019.

## Population
| 1793 | 1800 | 1806 | 1821 | 1831 |
| ---- | ---- | ---- | ---- | ---- |
| 53   | 50   | 59   | 57   | 74   |

## Administration

### Circonscriptions administratives avant la Révolution
- Généralité : Caen.
- Élection : Carentan et Saint-Lô (1612/1636), puis élection de Saint-Lô (1713).
- Sergenterie : Carentan.

## Religion

### Circonscriptions ecclésiastiques avant la Révolution
- Diocèse : Coutances.
- Archidiaconé : Val de Vire.
- Doyenné : Le Hommet.